# Hermanos Calatrava
Manuel García Lozano (Manolo) i Francisco García Lozano (Paco), coneguts artísticament com a Hermanos Calatrava, (nascuts a Villanueva de la Serena, Badajoz) són dos humoristes, parodistes i cantants espanyols.
Nascuts a Extremadura, la seva primera actuació va ser l'any 1952 a Badajoz, a la cadena SER de Radio Extremadura, en un programa d'àmbit estatal conduït per Boby Deglané. Traslladats al barri de La Torrassa de L'Hospitalet de Llobregat, van començar fent actuacions en el club Pimpinela a partir de 1955 i fins a l'any 1980. El nom de Hermanos Calatrava el van manllevar del segon cognom dels seu pare. A Barcelona van participar en un programa de Ràdio Barcelona anomenat La comarca nos visita.
Van començar sent un duet musical seriós, però degut a una afonia de Paco durant una actuació, va provocar el riure entre el públic assistent, i un gir en les seves carreres. En Paco Calatrava, conegut com "el lleig", és especialment recordat per les seves interpretacions del cantant Mick Jagger, que degut a la seva semblança física ha arribat a passar per l'autèntic. En contraposició Manolo Calatrava, que normalment té el paper de cantant seriós en les seves actuacions, és conegut com "el guapo".

## Espectacles
- 1971. El Show de los Hermanos Calatrava. Representada al teatre Espanyol de Barcelona.
- 1982. Pelotazo 82. Estrenada al teatre Victòria de Barcelona.
- 1995. La creación. Representada al teatre Arnau de Barcelona.

## Filmografia
Han protagonitzat les pel·lícules:
- 1972. Horror Story. Manuel Esteba
- 1973. Los Kalatrava contra el Imperio del Karate.
- 1974. El último proceso en París. José A. Canalejas.
- 1975. Los hijos de Scaramouche. Director: George Martín
- 1977. Makarras Conexion. Director: Germans Calatrava
- 1976. El In... moral. Director: José A. Canalejas.
- 1983. El E.T.E. y el Oto. Director: Manuel Esteba.
- 2008. ¡Soy un pelele!.

## Discografia
- 1968. Honey, Los ejes de mi carreta, Bravo, Angelitos negros (45 rpm. Vergara)
- 1968. Aleluya, Cariño trianero, Vino una ola, El ángel de la guarda (45 rpm. Vergara).
- 1969. O quizá simplemente te regale una rosa, Somos novios, Mama, No (45 rpm. Vergara).
- 1970. Los Hermanos Calatrava cantan en español. Conté: ¿De tu novia qué?, Campanera, Ay la que se lué liá, La niña de fuego, La hija de Juan Simón, El farolero, La tarara, Trigo limpio, Y viva España, Mahoma'0', Domingueros(33 rpm. Belter)
- 1976. Soleado. Conté: Soleado, Mahoma, El farolero, Volver, volver, Trigo limpio, La hija de Juan Simón, Marcho lejos, El teléfono llora, Bella sin alma, La niña de fuego (33 rpm. Ediciones sonoras)
- 1977. Lo Mejor de los Hermanos Calatrava. Conté: Volver, volver, Soleado, Y viva España, Bella sin alma, El teléfono llora, La hija de Juan Simón, La niña de fuego, Gigi l'amoroso (33 rpm. Ediciones sonoras)
- 1978. Canciones infantiles para adultos, El bingo (45 rpm. Belter)
- 1978. Cuentos phonográficos. Conté: Cuento nochi, Caperucita roja, Blancanieves, La Cenicienta (33 rpm. Belter)
- 1993. La Isla Merengue y la Isla Culé (Casset. Divucsa)
- 2001. Ay, coño! me comí una vaca loca y otros éxitos. Conté: Ay, coño! me comí una vaca loca, 120-150-200 km/hora, No, Vino una ola, No soy de aquí, Di papá, Aleluya, Parole, parole, Aquí, La fiebre porcina (CD. K Industrial Cultural)
- Aleluya nº 2, Limón limonero, La fiesta, La paloma (Vergara).
- Las berreaciones de Pascoan, El peluquero Ye ye, Un payaso en el paraíso, Ansias de vivir (Vergara).
- La burra de Yon Toñin (II Festival de la Canción Infantil de TVE) (Vergara).
- Llorona La fiesta no es para feos, Mañana, mañana, Ayer tuve un sueño (Vergara)
- Ay la que se pué liá, ¿De tu novia qué...?
- Bella sin alma, El teléfono llora.
- El juglar, Calla (Ariola).
- La corrida, Cuéntame (Belter)
- Érase una vez...el hombre (Versión muy original) (Belter)
- 120...150...200 km. hora, El garrotín (Ariola)
- Boys, boys, boys.